# Ilze Brands Kehris
Ilze Brands Kehris, née le 12 juin 1960 à Huddinge (Suède), est une politologue et diplomate lettone, chercheuse en relations internationales et spécialiste des droits de l'homme. 
Depuis le 14 janvier 2020, elle officie comme Sous-Secrétaire générale aux droits de l’homme et Directrice du Bureau de New York du Haut-Commissariat des Nations unies aux droits de l’homme.
Polyglotte, elle parle le letton, le suédois, le français, l'anglais et le russe.

## Formation
Ilze Brands Kehris reçoit une éducation secondaire en suédois et français. 
Ilze Brands Kehris est titulaire de deux licences, une en économie obtenue à l'université de Stockholm et l'autre en relations internationales obtenue au Mills College en 1982. Par la suite, elle poursuit ses études à l'université Columbia, où elle reçoit une maîtrise et un doctorat en sciences politiques.

## Carrière
Ilze Brands Kehris mène une carrière de diplomate en occupant successivement des postes au sein d’organisations nationales et régionales de défense des droits humains : membre et présidente du conseil d’administration de l’Agence des droits fondamentaux de l'Union européenne (2007-2012), directrice du Bureau du Haut-Commissaire pour les minorités nationales de l’Organisation pour la sécurité et la coopération en Europe (OSCE) (2011-2014), première Vice-Présidente et membre du Comité consultatif de la Convention-cadre du Conseil de l’Europe pour la protection des minorités nationales (2006-2012) et membre du conseil d’administration et Vice-Présidente du Conseil exécutif de l’Observatoire européen des phénomènes racistes et xénophobes (2004-2007). Elle est directrice du Centre letton pour les droits de l’homme de 2002 à 2011.
De 2017 à 2019, Ilze Brands Kehris est une experte indépendante au sein du Comité des droits de l'homme des Nations unies. 
De 2016 à 2019, elle est également chercheuse affiliée à l'Institut Raoul Wallenberg de l'université de Lund, spécialisée dans le droit international humanitaire.

## Vie privée
Ilze Brands Kehris est mariée à l'économiste et homme politique Ojārs Kehris (lv), ministre de l'Économie de 1993 à 1994 et président de la fédération de Lettonie de basket-ball de 1997 à 2011. Elle a au moins quatre enfants de lui. 

## Publications
- « Effective Human Rights Protection and Conflict Prevention in a Changing Multilateral Context » dans The OSCE High Commissioner on National Minorities 2001, 2017.
- « Education and Human Rights » dans The Hague Recommendations Regarding the Education Rights of National Minorities, Brill, 2016.
- « The High Commissioner on National Minorities at 20: Introduction », Journal on Ethnopolitics and Minority Issues in Europe, vol. 12, n° 3, 2013.
- « Citizenship, Participation and Representation » dans How Integrated is Latvian Society? Audit of Achievements, Failures and Challenges, ed. Nils Muižnieks, Riga: University of Latvia Press, p. 92-124, 2010.
- « The Participation of National Minorities in Cultural, Social, Economic life and Public affairs (Article 15) » dans European Convention for the Protection of National Minorities – lessons from Europe for Latvia, Riga: Council of Europe Information Bureau, 2006.
- « Civil and Political Rights » et « Nation and Identity » dans Cik demokrātiska ir Latvija. Demokrātijas monitorings 2005-2007, Riga: Zinātne, 2007.
- « Political Nation and Citizenship » dans Juris Rozenvalds (dir.) How Democratic is Latvia, Riga; University of Latvia Press, 2005.
- « The European Union, democratization and minorities in Latvia », (avec Nils Muižnieks) dans Paul Kubicek, dir, The European Union and Democratization. Europe and the Nation State, Routlege, 2003.